# Wilhelmøya
Wilhelmøya er en ubeboet norsk ø som er en del af arkipelaget Svalbard, beliggende i Barentshavet i Ishavet. Wilhelmøya dækker et samlet areal på 120 km², og har en kystlinje på cirka 47 kilometer. Øen ligger cirka 120 km nordøst for Longyearbyen og kun 1 km fra Spitsbergens østkyst, adskilt af sundet Hinlopenstrædet nær gletsjeren Olav V Land. I 1973 blev øen en del af Nordaust-Svalbard naturreservat.
Det vides ikke, hvornår Wilhelmøya blev opdaget. Hinlopenstrædet blev tidligt besøgt af hvalfangere og pomorere. I 1868 sejlede den første tyske nordpolekspedition, ledet af Carl Koldewey, gennem dens sydlige del, som endnu ikke var blevet udforsket. Området blev kortlagt, og en række steder blev navngivet. Wilhelmøya blev opkaldt efter den preussiske konge og senere tyske kejser Wilhelm I. Ekspeditionen kunne bevise, at det var en ø og ikke, som tidligere antaget, et kap.